# Pact'97
Pact ‘97 was tussen 1997 en 2002 een lokale politieke partij in de Nederlandse gemeente Weert in de provincie Limburg. De partij ontstond uit een fusie van de Weerter partijen Weert u Waardig en Groep Wiel Derckx  en het Stramproyse Royer Belang toen die laatste gemeente in 1997 in Weert opging.
De partij had een linkse pragmatische koers gericht op het lokale belang net zoals de partijen waaruit het ontstond. 
In 1997 haalde Pact ‘97 meteen vijf zetels in de gemeenteraad maar kwam niet in het college van B&W. De partijen waaruit het was ontstaan kenden geen lange bestuurstraditie in Weert en Stramproy in tegenstelling tot bijvoorbeeld het CDA, de PvdA en de Werknemerspartij  die het Weerter college van Burgemeester en Wethouders bleven domineren.
In 2001 kwam de partij landelijk in het nieuws toen het samen met de VVD en GroenLinks een motie van afkeuring in wilde dienen tegen burgemeester Majoor. Deze wilde twee jaar na zijn benoeming nog steeds niet Weert komen wonen. De gemeentewet werd er zelfs voor aangepast. De kwestie bleef Majoor in de volgende jaren achtervolgen en hij ging in 2004 met vervroegd pensioen.
Vóór de verkiezingen van 2002 vonden er onder leiding van Werknemerspartij-wethouder René Verheggen fusiebesprekingen plaats tussen de twee partijen. Pact ’97 en de Werknemerspartij gingen een lijstverbinding aan en behaalden beiden vier zetels. Dat was voor allebei een verlies van één zetel maar met de gezamenlijk acht zetels werd het nieuw gevormde Weert Lokaal de grootste in de gemeenteraad. Weert Lokaal is statutair een voortzetting van de Werknemerspartij.